# La Lupita
La Lupita är en ort i kommunen Lerma i delstaten Mexiko i Mexiko. Samhället hade 508 invånare vid folkräkningen år 2020.